# جيم ماكوين
جيم ماكوين (بالإنجليزية: Jim McKeown)‏ هو لاعب كرة قدم أمريكي في مركز الدفاع، ولد في 6 مارس 1956 في ترنتون في الولايات المتحدة. لعب مع تلسا رافنكس.